# Jehan de Félin
Jehan de Félin est un architecte parisien du XVIe siècle, maître des œuvres de maçonnerie de la ville de Paris.
Il bâtit notamment :
- Le chevet de l'église Saint-Aspais 1517 à 1519 de Melun, entrainant par la même la destruction de son cœur[2].
- La tour Saint-Jacques à Paris, construite entre 1509 et 1523[1].